# Campoplex tineavorus
Campoplex tineavorus är en stekelart som först beskrevs av Sievert Allen Rohwer 1917.  Campoplex tineavorus ingår i släktet Campoplex och familjen brokparasitsteklar. Inga underarter finns listade.